# George-Étienne Cartier
George-Étienne Cartier, 1º Baronete PC QC (Saint-Antoine-sur-Richelieu, 6 de setembro de 1814 – Londres, 20 de maio de 1873) foi um advogado e político canadense do Partido Liberal-Conservador, um dos Pais da Confederação.

## Biografia
Cartier nasceu em uma família francófona rica da colônia britânica do Canadá Inferior. Ele estudou direito em Montreal e tornou-se advogado em 1835, juntando-se pouco depois ao grupo radical Filhos da Liberdade, que lutavam contra um pequeno grupo de oficiais e comerciantes anglófonos. Cartier juntou-se à milícia rebelde nas Rebeliões de 1837 e lutou contra governo colonial canadense, sendo derrotado e exilando-se para o estado de Vermont nos Estados Unidos até peticionar bem-sucedidamente em 1838 para poder voltar ao Canadá e retomar sua advocacia.
Cartier logo entrou na vida política, tornando-se em 1841 gerente de campanha e braço-direito de Louis-Hippolyte Lafontaine. Ele foi eleito para a assembleia legislativa em 1848 e trabalhou para reformar o Código Civil. Cartier serviu como primeiro-ministro do Canadá Ocidental de 1857 a 1862 ao lado de John A. Macdonald, o primeiro-ministro do Canadá Oriental. Uma de suas maiores realizações no período foi manobrar a escolha da rainha Vitória de Ottawa como capital da Província do Canadá, argumentando que ficava no meio das duas partes da colônia e era mais defensável militarmente que as outras opções.
Cartier e seus apoiadores uniram-se a Macdonald a fim de enfrentar o Partido Liberal de George Brown e criar um impasse. Brown, Macdonald e Cartier acabaram unindo-se na Grande Coligação de 1864 com o objetivo de alcançar reformas políticas e federação. Cartier participou das três conferências que se seguiram e culminaram na formação do Domínio do Canadá em 1867, aceitando o cargo de Ministro das Milícias e Defesa no governo de Macdonald.
Cartier muitas vezes serviu como primeiro-ministro interino durante as doenças de Macdonald e foi instrumental na aquisição da Terra de Ruperto em 1869 e no esboço do Decreto de Manitoba e Decreto da Colúmbia Britânica, que entraram na confederação em 1870 e 1871. Entre 1868 e 1869 ele também negociou a transferência das terras da Companhia da Baía de Hudson.
Cartier também esteve muito envolvido na promoção e desenvolvimento da Canadian Pacific Railway, tornando-se seu advogado e presidente do comitê parlamentar. Ele enfrentou problemas para encontrar financiadores e empresários norte-americanos que queriam ter uma parcela de negócios no Canadá. Cartier adoeceu em 1871 com Doença de Bright, viajando para Londres no ano seguinte para procurar tratamento. Ele acabou morrendo aos 58 anos em 20 de maio de 1873.